# Quba (raion)
La région de Quba (azéri : Quba rayonu) est une unité administrative du nord-est de l'Azerbaïdjan. Son centre administratif est la ville de Quba.
Au milieu du XVIIe siècle a été formé le khanat de Quba, dont le centre était Khudat, et plus tard Quba. 
À l'époque du règne du fils de Husseynali khan, Fatali khan (1758-1789), l'influence du khanat de Quba était forte. En 1806, le khanat de Quba a été subordonné à la Russie et transformé en province. Le district de Quba a été inclus au gouvernement de Derbent, et en 1860 au gouvernement de Bakou.
La région de Quba, en tant que région administrative de l'Azerbaïdjan, a été fondée en 1930.
Au sud-ouest de la région, à côté de la montagne Tufandag se trouve le village Khinalig, célèbre par sa langue unique, ses traditions et ses mœurs différents.
Dans la région de Quba se trouve aussi le village de Qırmızı Qəsəbə, lieu d'habitation compact des juifs de montagne en Azerbaïdjan.

## Histoire
Gouba a pris de l'importance au XVIIIe siècle. En 1747, le souverain de l'empire perse Nâdir Châh est assassiné. La même année, Hussein-Ali, le souverain désigné par le Châh de la région, décida de tenter d’unifier les Khans azéris en tant que royaume indépendant. L'une de ses premières démarches fut de déplacer sa capitale de Khoudate, dans les basses terres de la mer Caspienne, moins défendable, à Quba, où il construisit une forteresse. Hussein-Ali est mort en 1757 et son fils Fatali Khan a poursuivi son expansion, Quba récoltant les richesses de son statut de capitale. Certaines ruines de cette période, telles que Tchirakh Gala sur le chemin de Bakou, existent encore aujourd'hui.  
Cependant, à la mort de Fatali Khan en 1789, la fortune de la ville commença à tourner. En 1806, le khanat fut occupé et bientôt absorbé par l'empire russe. En conséquence, la ville est tombée dans l'histoire et la politique de l’Azerbaïdjan.
La ville abrite plusieurs bâtiments historiques, dont la mosquée du vendredi, la mosquée Ardabil, etc. 
La région abrite la plus grande communauté d'Azerbaïdjan de Juifs de montagne dans la communauté de Guirmizi Gasaba (français: ville rouge), située juste en face de la ville de Quba.

## Climat
Le climat de Gouba est modéré, avec des hivers tempérés et des étés chauds et chauds.

## Économie
La région est reconnue pour la culture de pommes et d'autres fruits. Les moutons sont élevés sur les pentes des montagnes, leurs produits dans l'industrie locale peuvent être traités. Dans le rayon de Gouba, des tapis sont produits.

### Agriculture
La région de Gouba est connue pour ses jardins fertiles depuis l'ère soviétique. Selon le rapport annuel du Comité statistique de l'Azerbaïdjan, les vergers de la région économique de Gouba-Khatchmaz couvrent près de 22 000 hectares. Environ 14 000 hectares sont situés dans le district de Gouba,. 

### Festival de la pomme
Depuis 2012, une fête de la pomme a lieu chaque année à Gouba. Des compositions, des danses nationales reflétant les coutumes et les traditions azerbaïdjanaises, différents types de pommes, de bonbons et de boissons à base de pomme sont présentés lors de la cérémonie. Plusieurs compétitions sont organisées parmi les jardiniers au " Festival de la pomme". 

## Monuments historiques et architecturaux
L'ancien Gouba contient au moins 134 monuments historiques et archéologiques. Il s'agit notamment du temple des fidèles près du village de Khynalykh, des tombeaux du village d'Aghbil datant du XVIe siècle, des mosquées Sakinekhanim, Hadjy Djafar et Djuma de Gouba datant du XIXe siècle et du bain Gumbezli.
Dans le quartier, il y a un buste du fonctionnaire d'Etat Bakikhanov, la statue du poète Samed Vurghun et une statue du soldat, dédiée à la mémoire des victimes de la Grande Guerre patriotique.

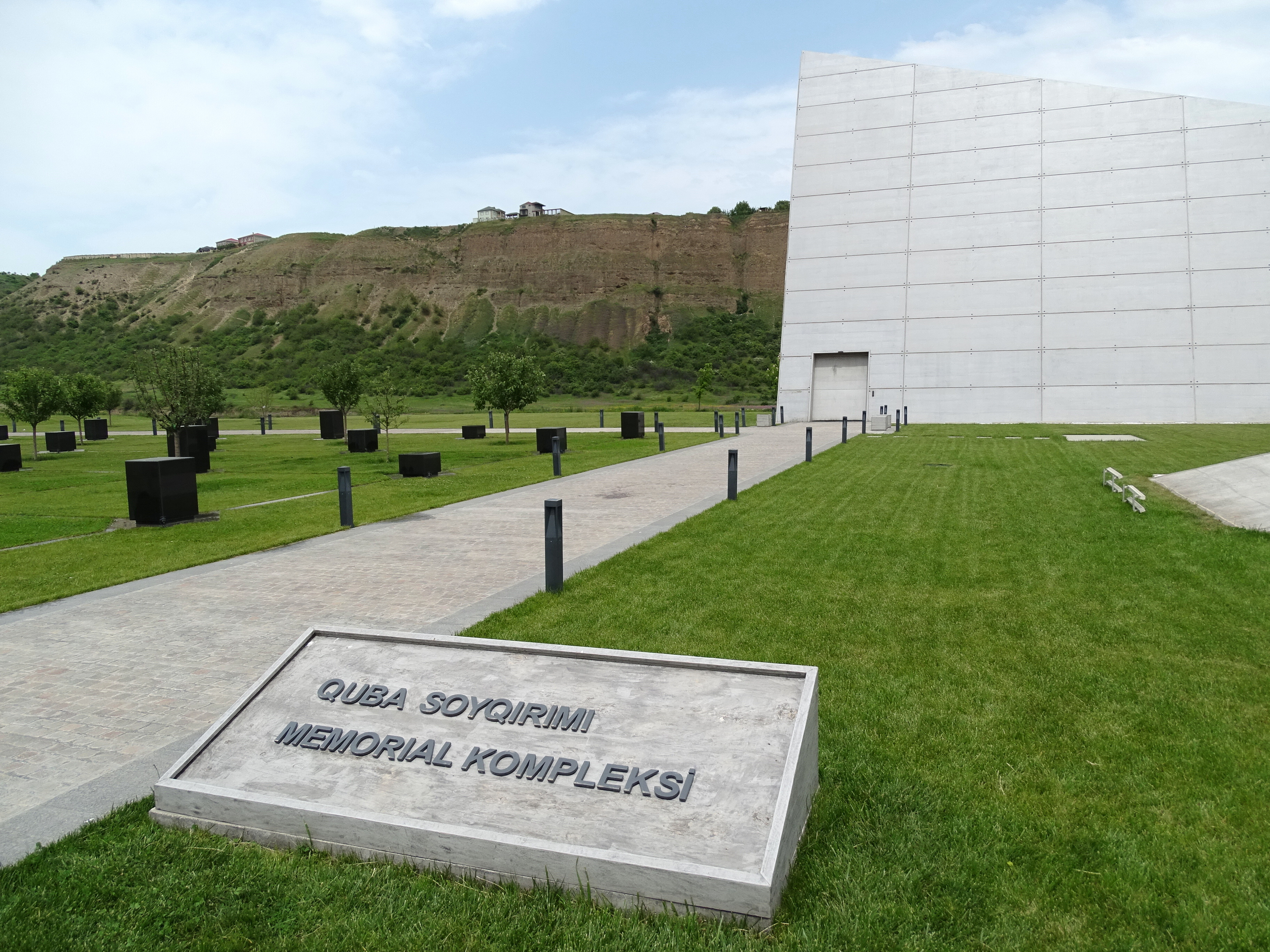
Complexe commémoratif du génocide

### Complexe commémoratif du génocide
Le 18 septembre 2013 à Gouba, avec le soutien de la Fondation Heydar Aliyev, a été inauguré le "complexe commémoratif des génocides" dédié aux victimes des événements de mars (1918).

### Mosquée du Vendredi
La mosquée a été créée en 1802 avec le soutien matériel de Gazi İsmail Afandi.  Mosquée du vendredi, construite au XIXe siècle se trouve au centre du centre administratif de rayon, dans la ville de Gouba, à côté du parc central. Jusqu'à l'année 1924 dans la mosquée, il y a des médersas, mais en 1933 les minarets et la médersa ont été détruits. Après avoir obtenu son indépendance dans les années 90 du XXe siècle à la mosquée, on a construit une nouvelle hauteur de minaret de 50 mètres.

### Parc Nizami
A Gouba, il y a un parc qui a été créé par les Allemands en 1946. Dans le parc, le monument de Nizami Ganjavi.

### Maison-musée de Bakikhanov
Chaque année, le musée a été visité par plus de 3000 personnes.

### « Ville rouge »

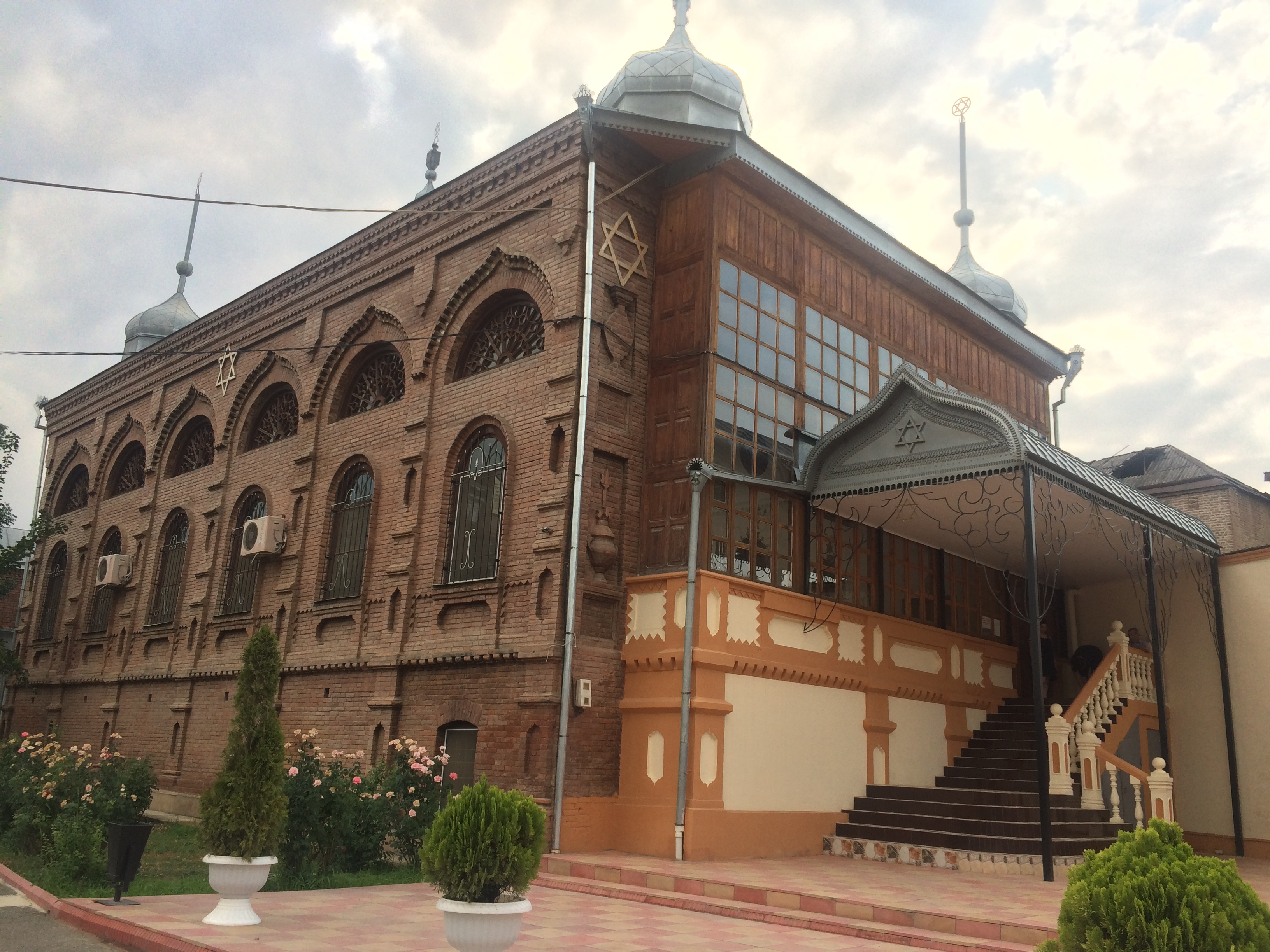
Synagogue à Gouba

L'un des villages de rayon est très populaire parmi les touristes. C'est le village rouge, la majorité des habitants est juifs. Actuellement, environ  5 000 juifs vivent dans le village. Dans le village, il y a 13 synagogues, la plus populaire étant la synagogue hexagonale, construite en 1888. 

### Khinalikh
Ce village se trouve à  65 km du centre-ville, à la hauteur de 2300 mètres au-dessus du niveau de la mer. Khinalikh a été déclaré réserve naturelle. Ici, la construction de nouveaux bâtiments a été interdite. 

### Hammam « Tchoukhour »
Le bâtiment de la salle de bain a été construit en briques rouges au XVIIIe siècle. Le bâtiment dispose de 6 chambres, 2 portes et 6 fenêtres. Jusqu'en 1985, le bâtiment a été utilisé pour sa désignation. Actuellement, le bâtiment est un monument sur le territoire de Gouba.

## Démographie
Les azerbaïdjanais (toutes parties du rayon) - 40 %, Tats (parties méridionales) - 18 % et Lezghiens (parties du nord-ouest) - 9 % sont les groupes ethniques les plus importants du rayon de Gouba. Les Khinaligs (1 %) vivent dans le village de Khinalig. Boudoukh (Toutes les parties du rayon) -65 % - (Boudoukh). 
| Groupe ethnique | 1999       | 1999   | 2009       | 2009   |
| Groupe ethnique | Population | %      | Population | %      |
| Total           | 136 845    | 100.00 | 152 452    | 100.00 |
| azéris          | 120 502    | 88.06  | 98 774     | 62.22  |
| khinaligs       | 120 502    | 88.06  | 2 177      | 1.43   |
| krizs           | 120 502    | 88.06  | 778        | 0.51   |
| tats            | 1 088      | 0.80   | 13 880     | 9,1    |
| lezghiens       | 9 312      | 6.80   | 8 952      | 5.87   |
| juifs           | 2 819      | 2.06   | 2 705      | 1.77   |
| turcs           | 2 615      | 1.91   | 2 159      | 1.42   |
| russes          | 321        | 0.23   | 135        | 0.09   |
| Tatars          | 85         | 0.06   | 63         | 0.04   |
| ukrainiens      | 32         | 0.02   | 13         | 0.01   |
| Talych          | ...        | ...    | 10         | 0.01   |
| géorgiens       | 14         | 0.01   | 5          | 0.00   |
| arméniens       | 7          | 0.01   | ...        | ...    |
| autres          | 50         | 0.04   | 801        | 0.53   |

### Langues
- Azéri (langue maternelle de 86 % de la population)
- Lezghi
- Tati (Judéo-Tat)
- Khinalug
- Boudoukh

## Municipalités
Il existe 101 municipalités dans le rayon. 

## Informations générales
| Informations générales                       |          |
| Territoire total [km2]                       | 2,610.00 |
| Nombre total de population                   | 143,100  |
| Nombre de villages                           | 155      |
| Nombre de colonies                           | 2        |
| Nombre d'hôpitaux et d'entreprises médicales | 16       |
| Nombre de centres de culture                 | 194      |

## Galerie

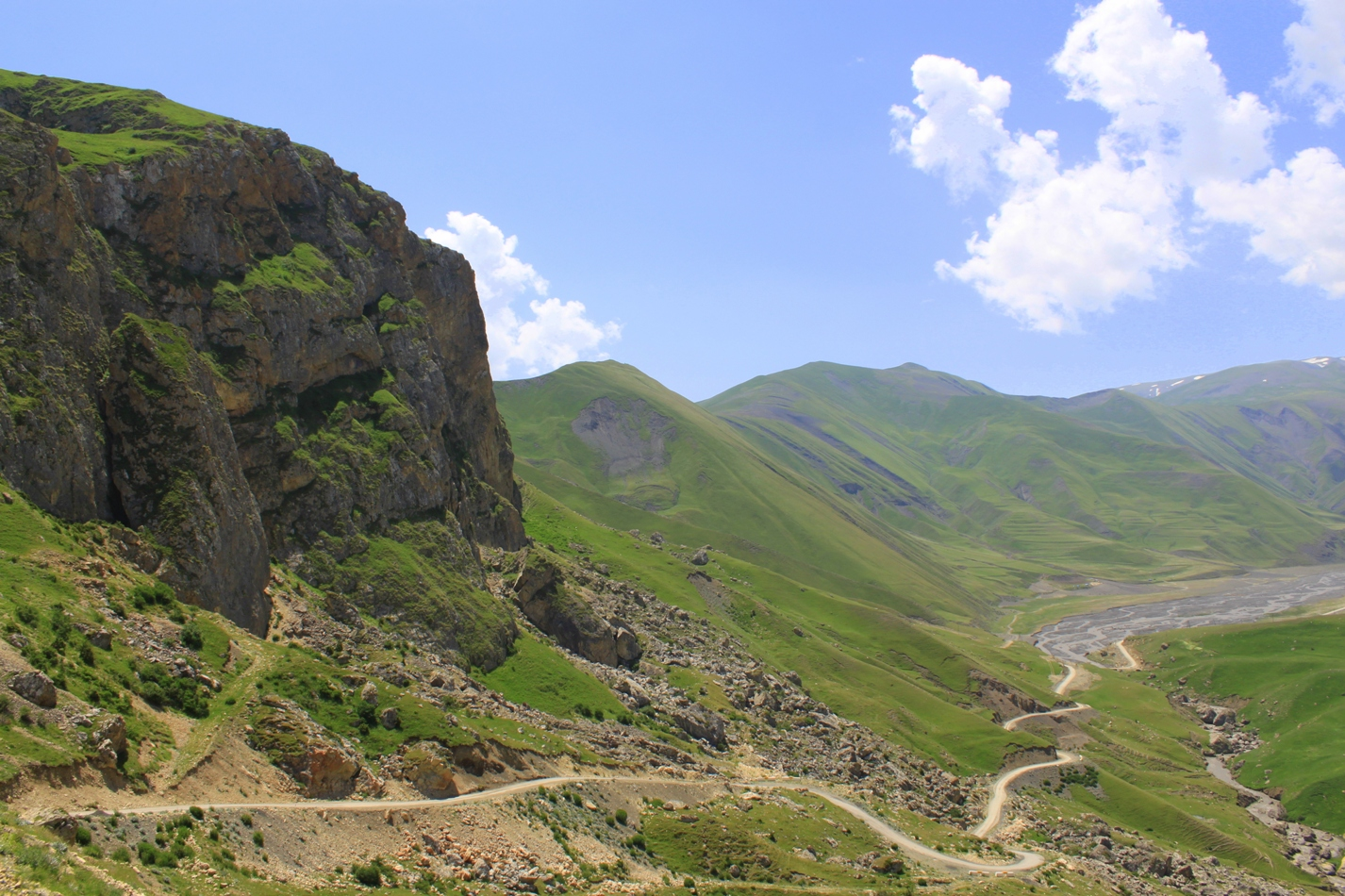
Le chemin de montagne à Gouba.
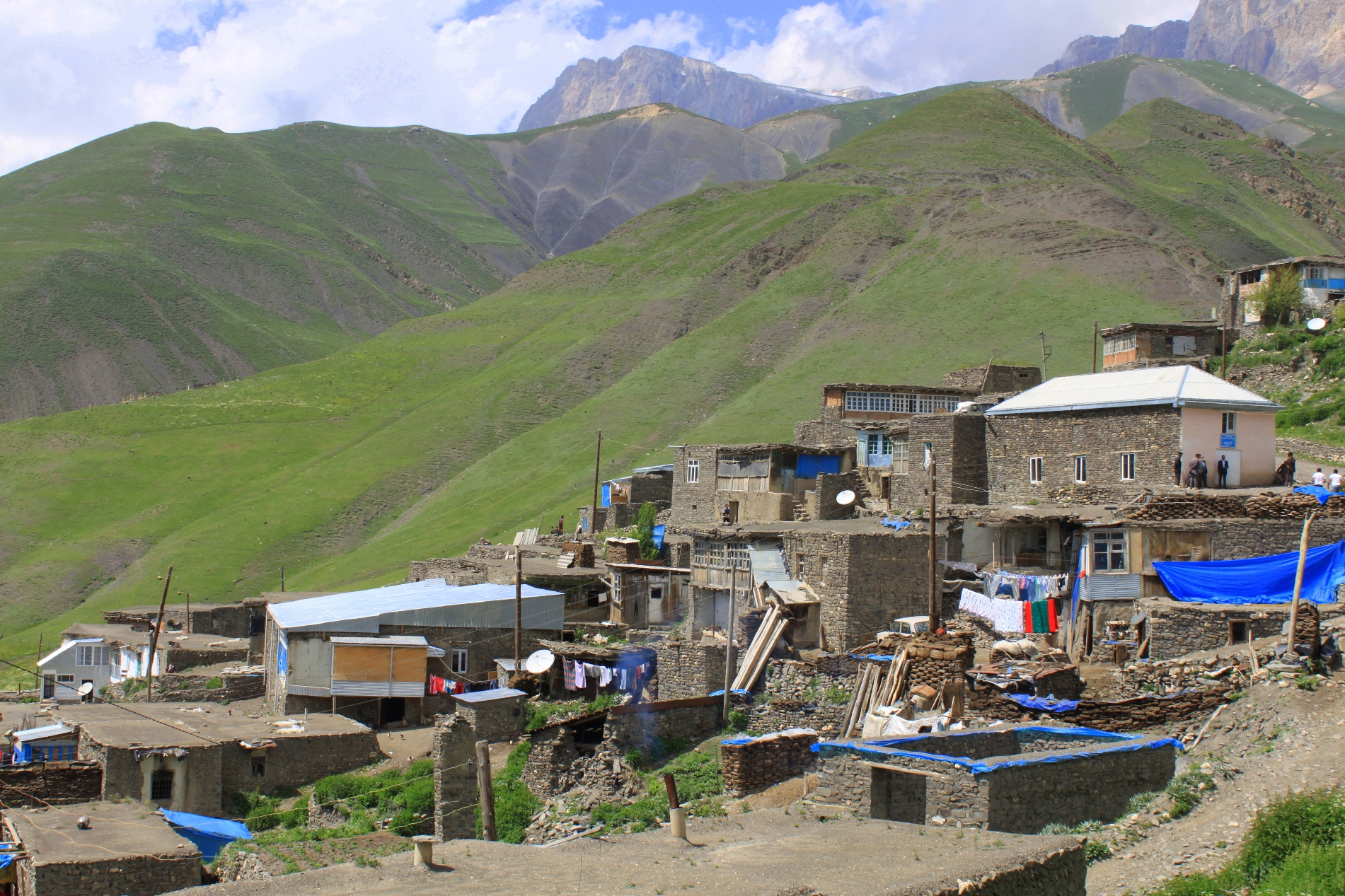
Un village de montagne à Khinaliq.
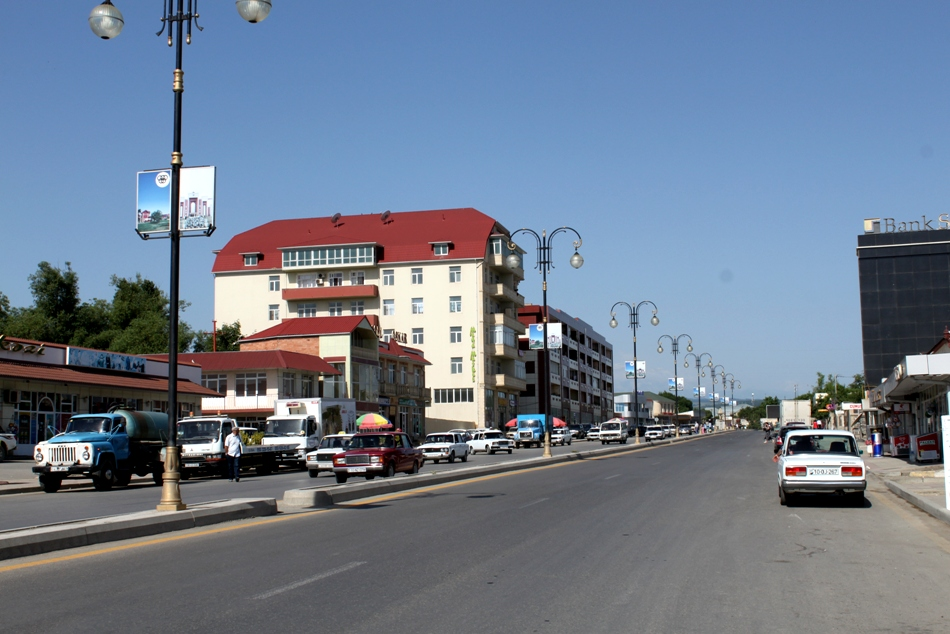
Le centre administratif de la région de Gouba.
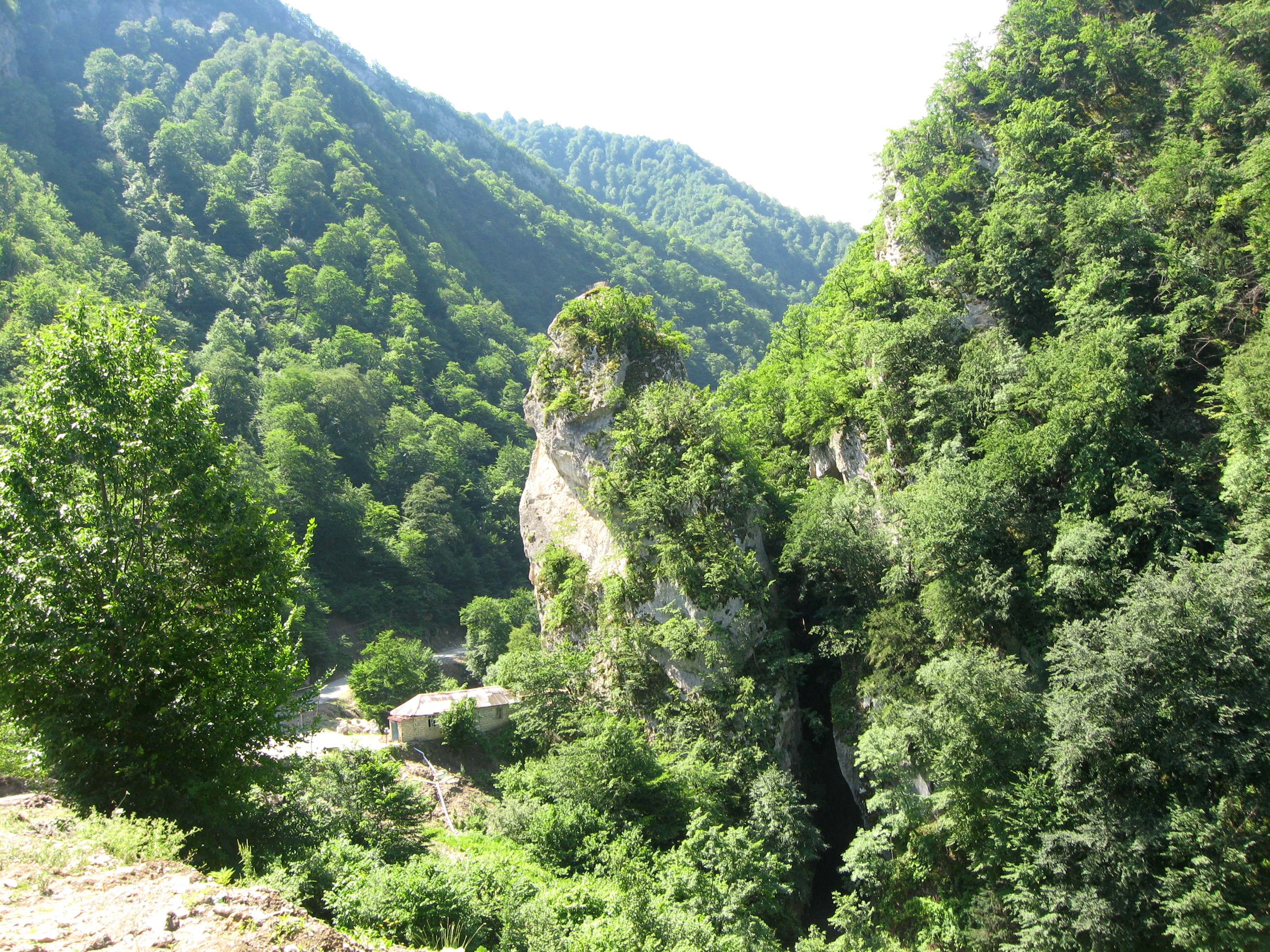
La nature de la région de Gouba.
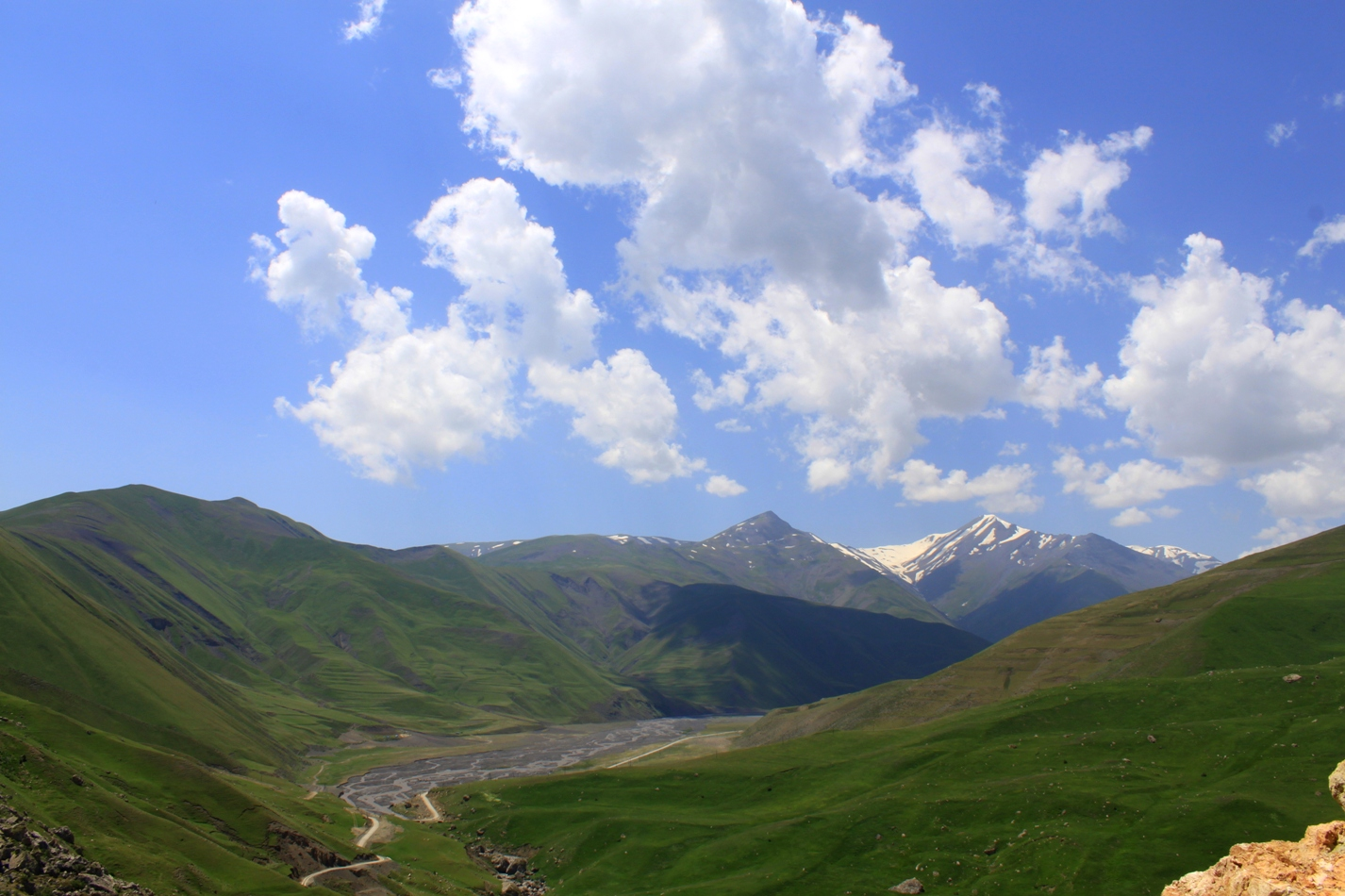
Le paysage de la région de Gouba.
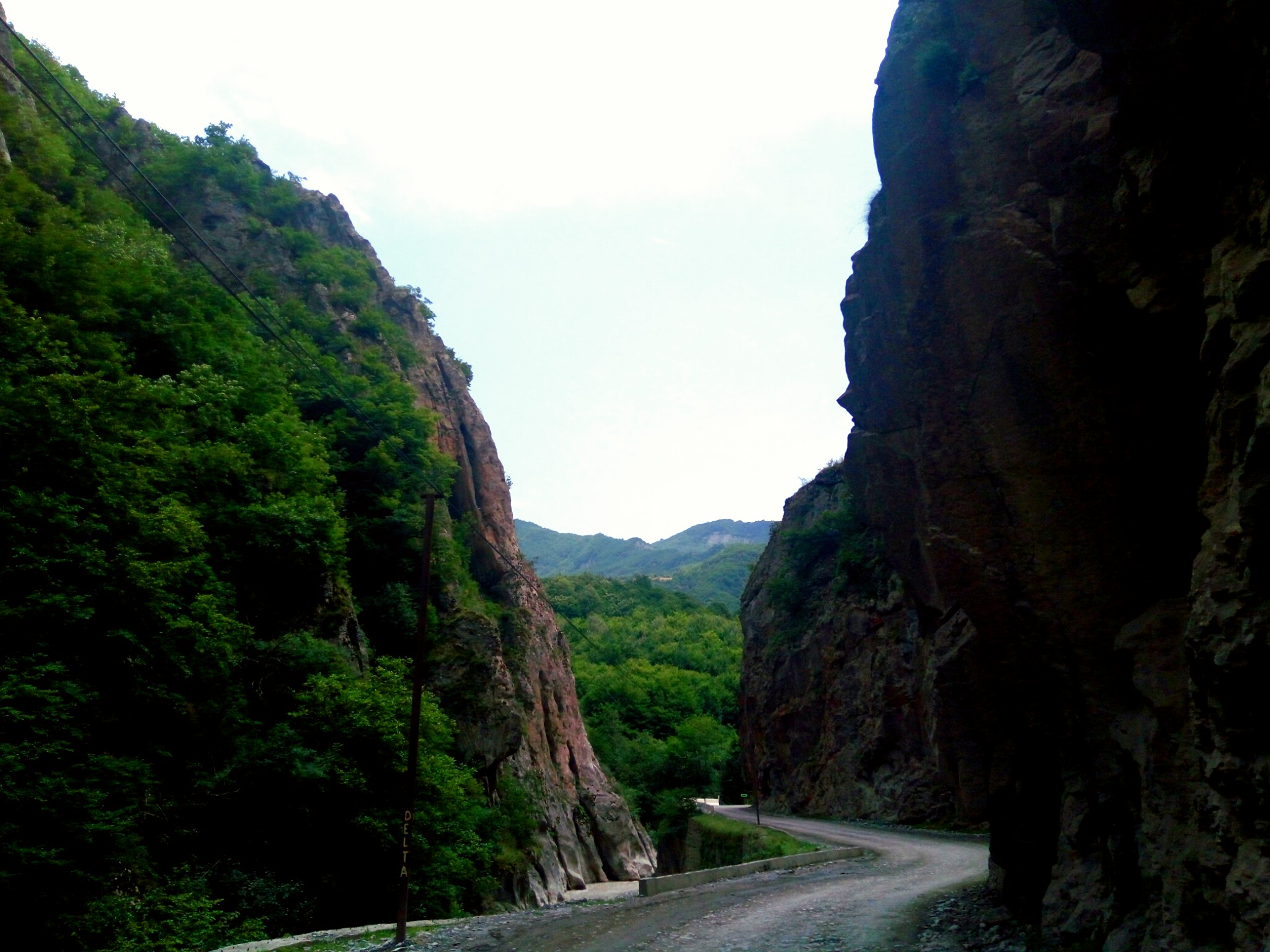
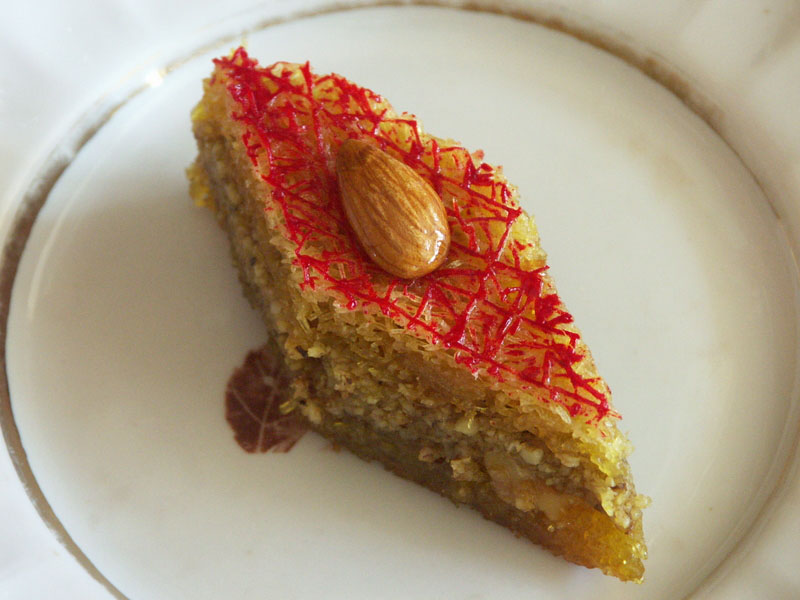
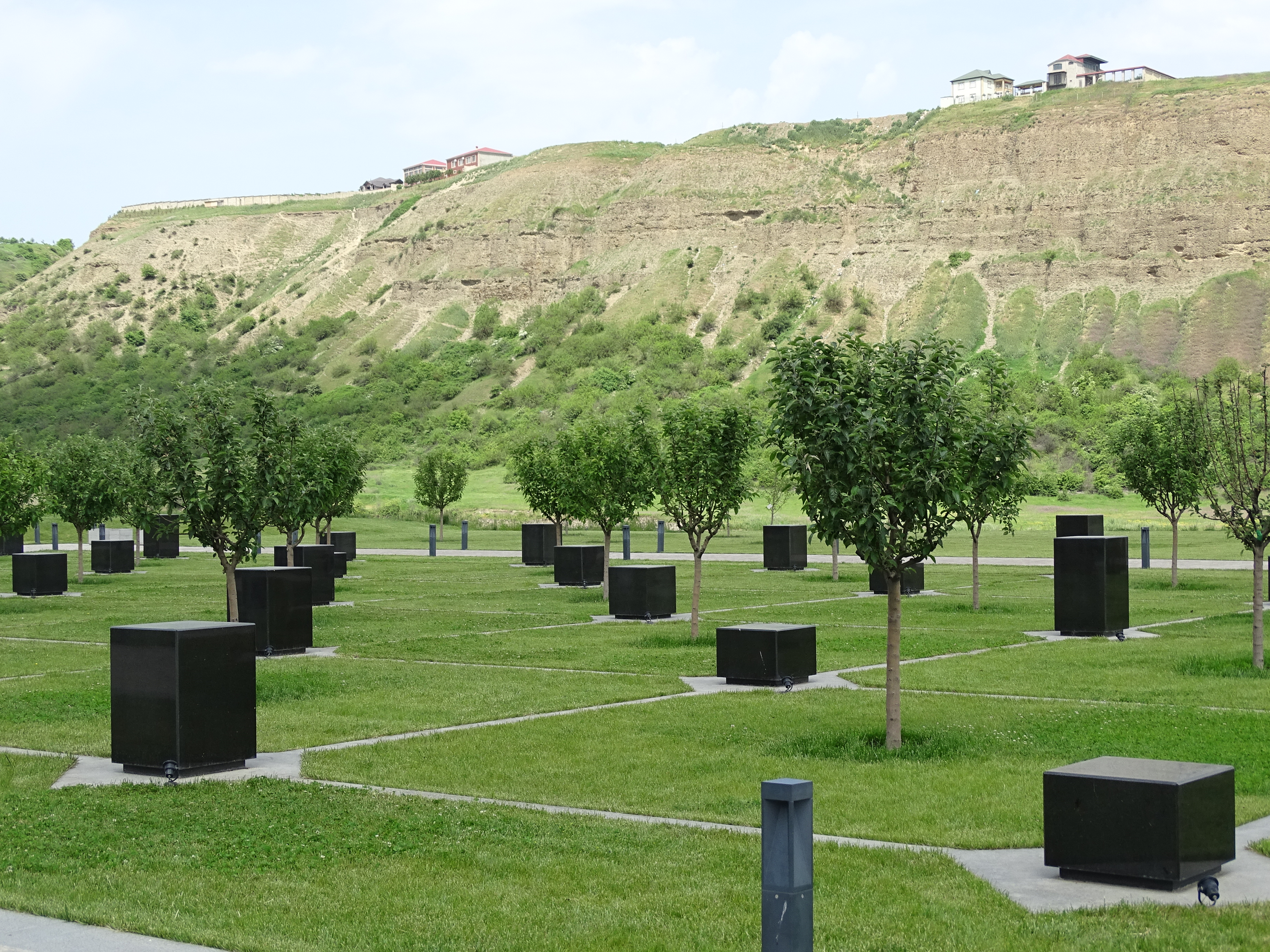
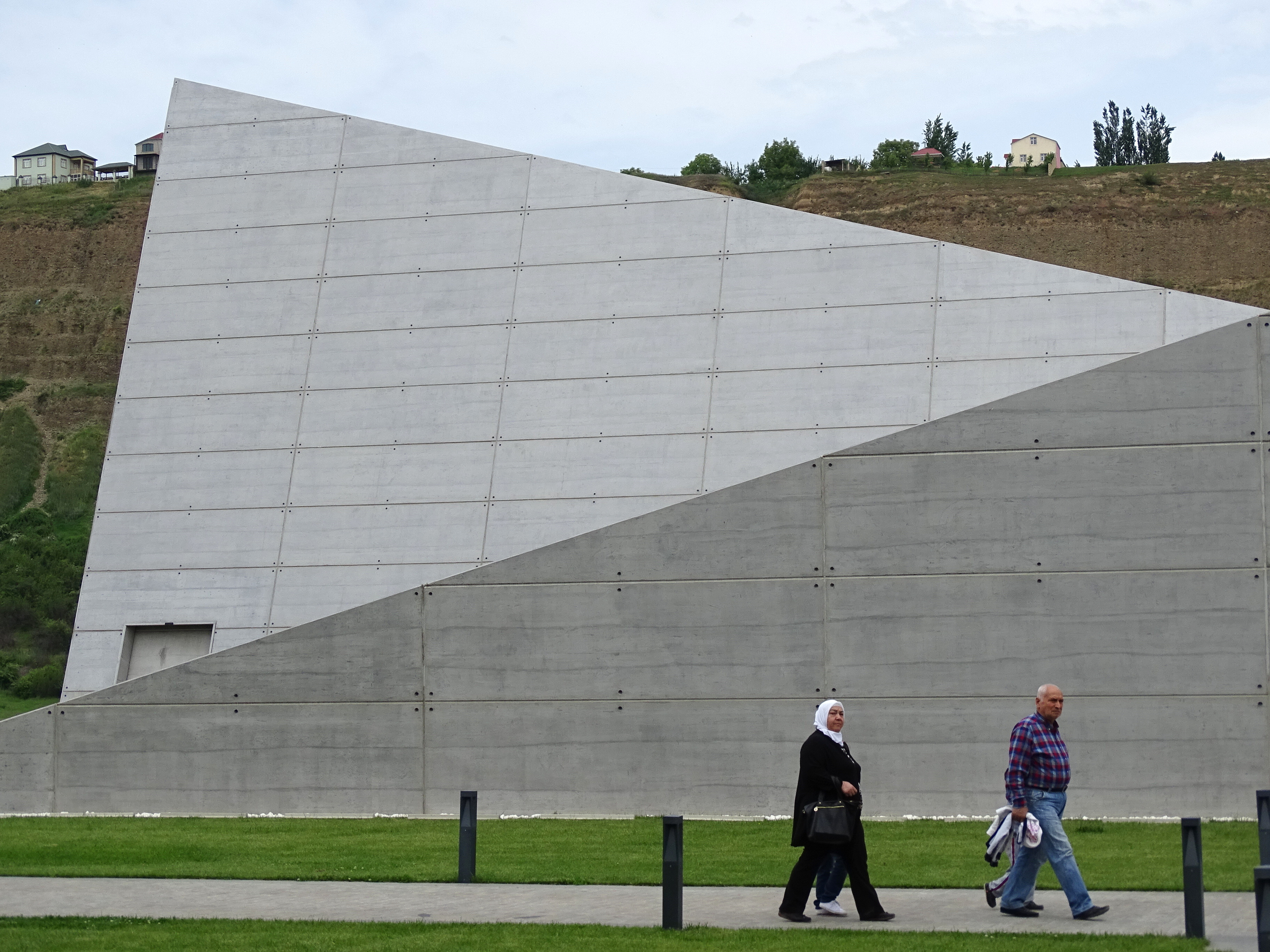
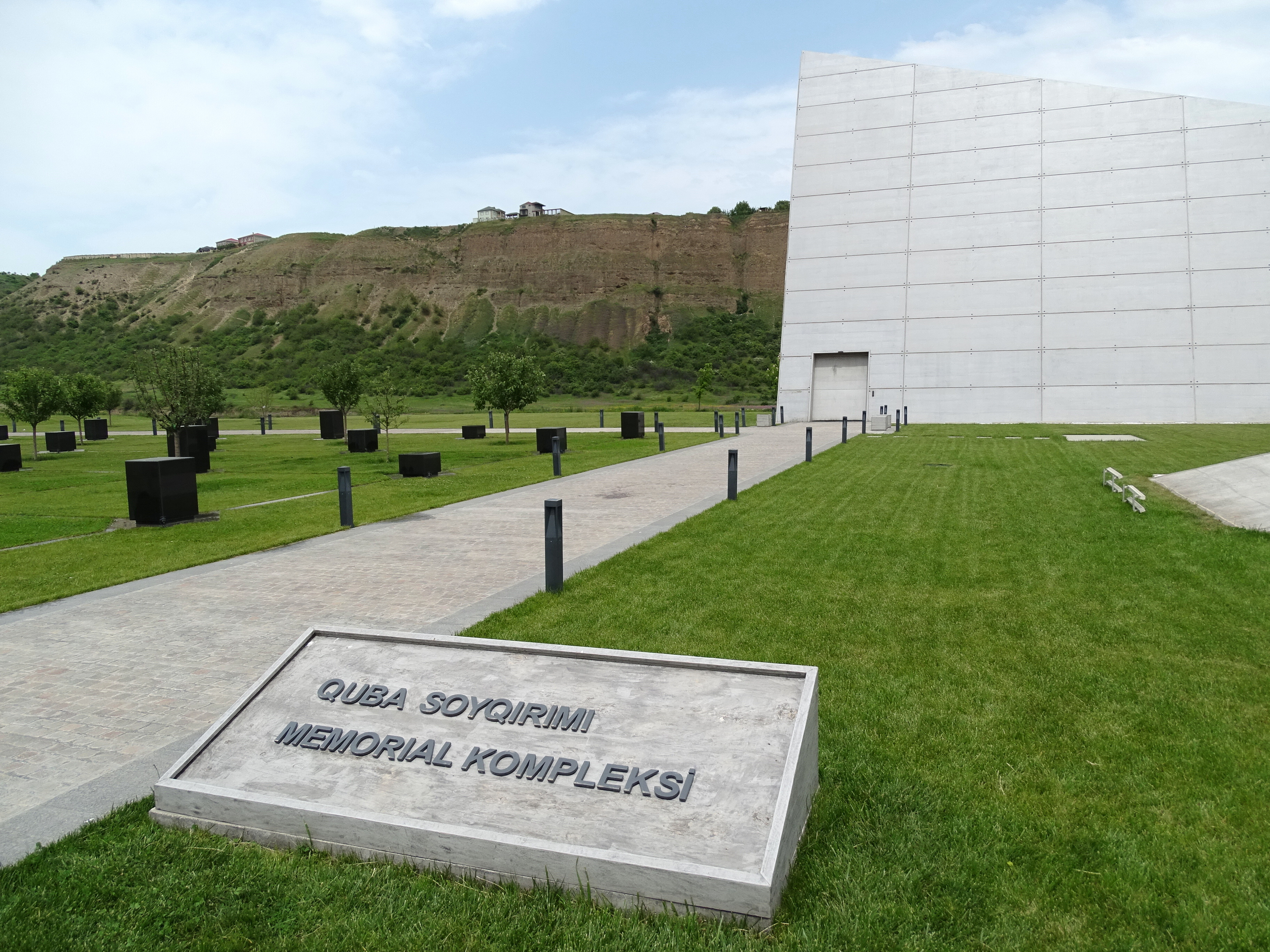
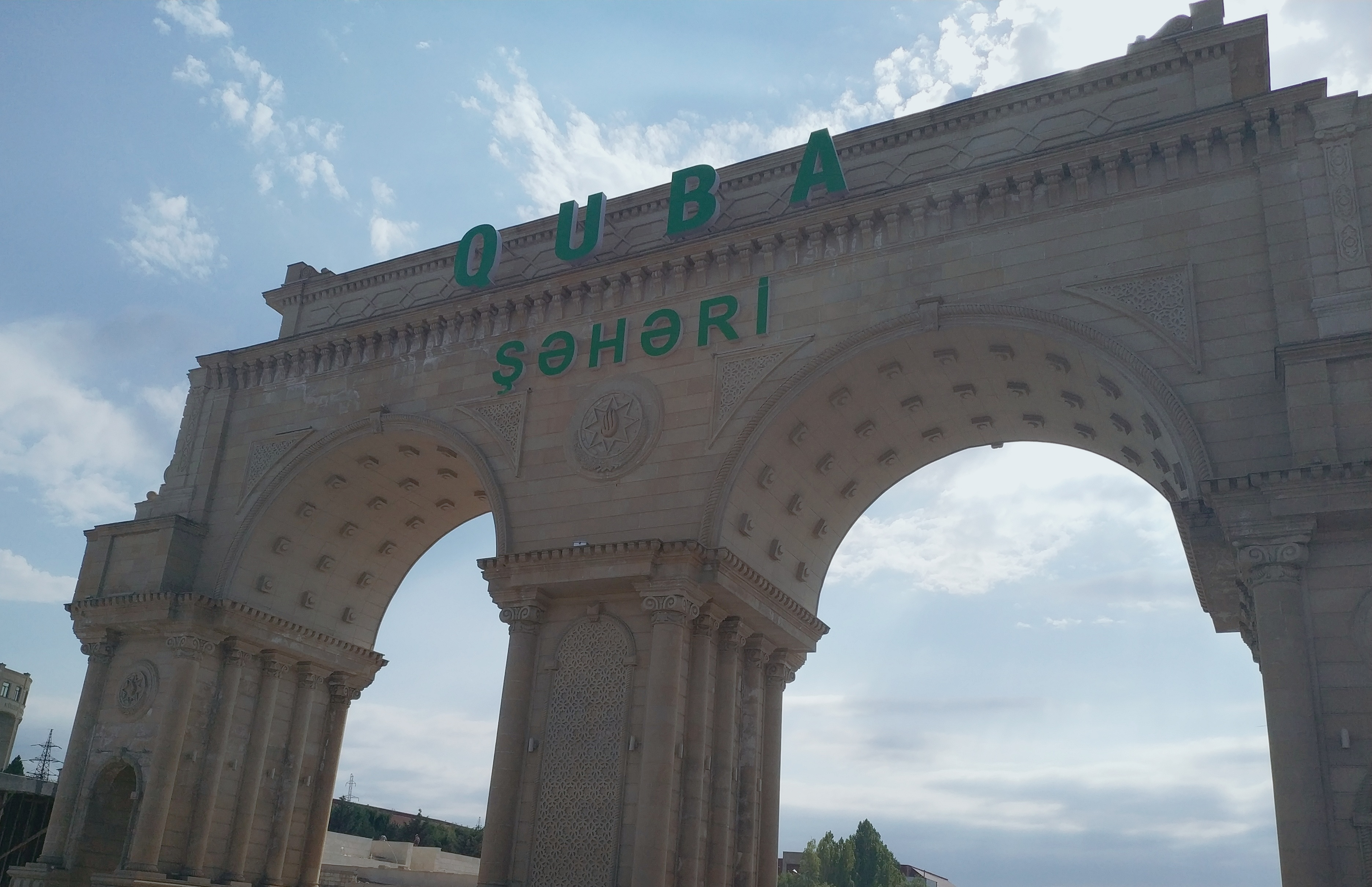
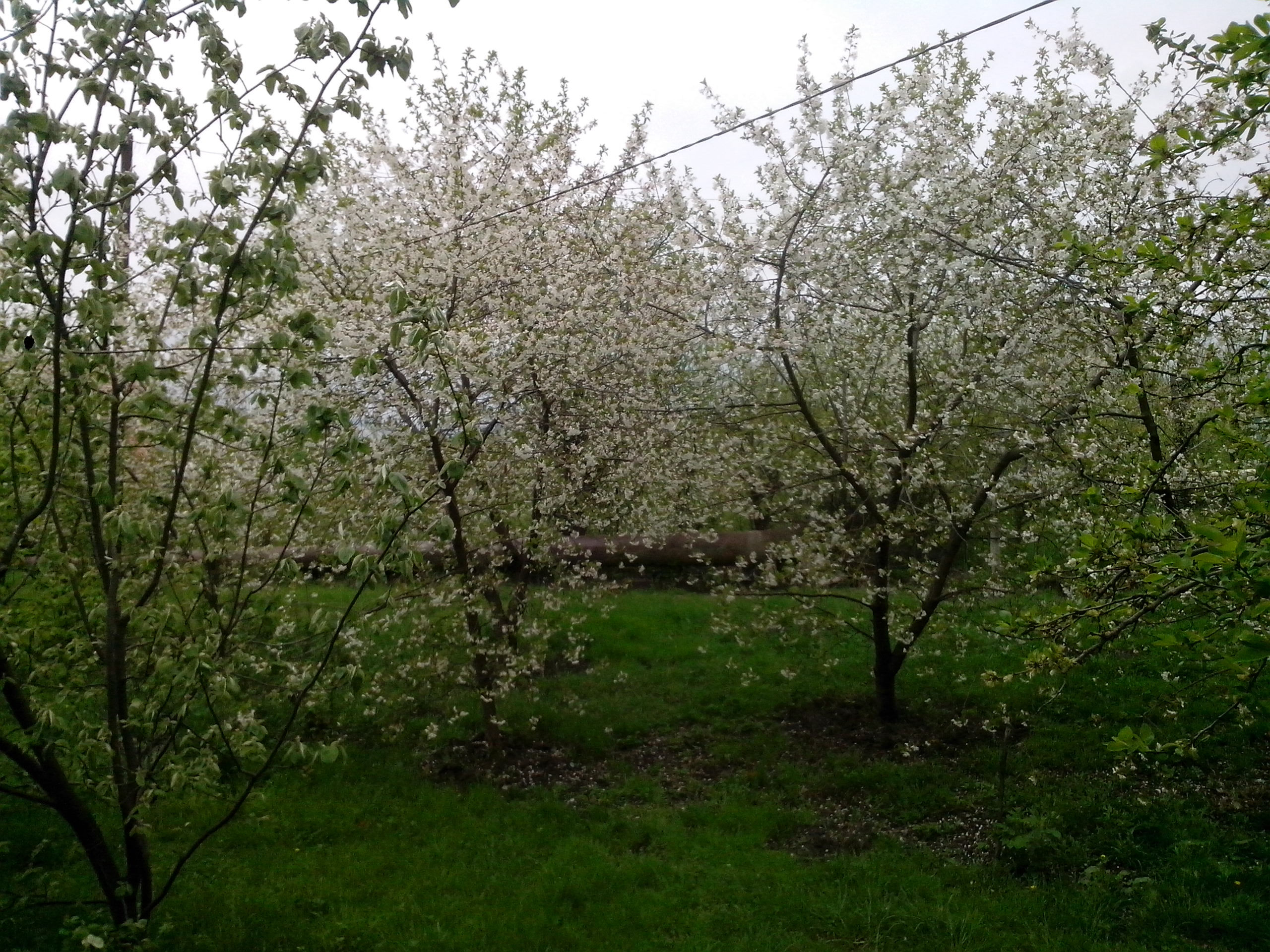
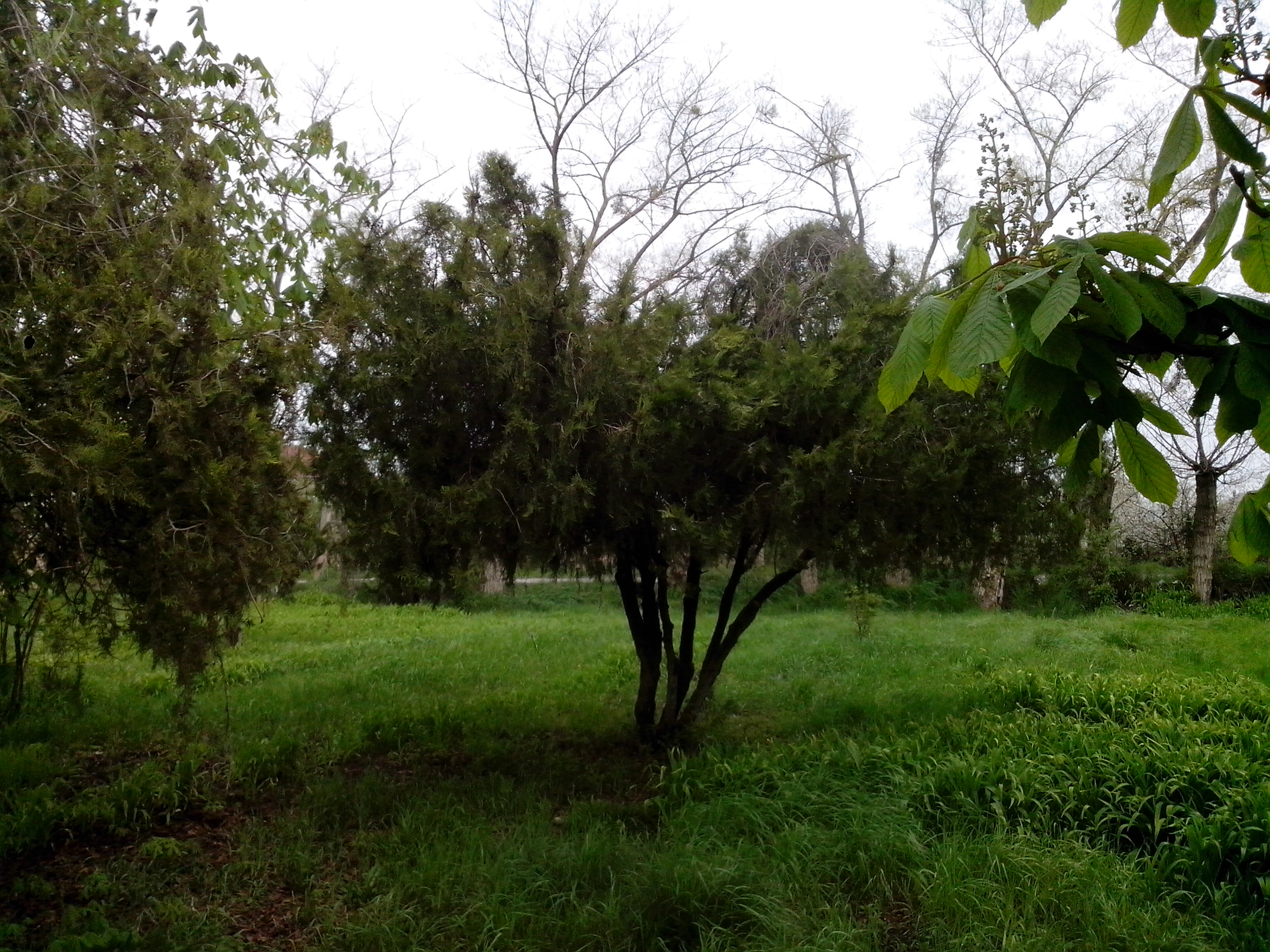